# Drew Millas
Drew Millas (San Luis, Misuri, 15 de enero de 1998) es un jugador profesional estadounidense de béisbol que se desempeña en la posición de cácher en Washington Nationals, equipo de las Grandes Ligas de Béisbol (MLB).

## Carrera
Fue seleccionado en la séptima ronda en el Draft de la MLB de 2019. En 2023 hizo su debut profesional con el equipo Washington Nationals, donde lleva jugando dos temporadas.